# Biosfeerreservaat Tajmyrski
Biosfeerreservaat Tajmyrski (Russisch: Государственный природный биосферный заповедник «Таймырский») is gelegen op het schiereiland Tajmyr in de Kraj Krasnojarsk. Op 23 februari 1979 werd het gebied per decreet (№ 107/1979) van de Raad van Ministers van de Russische SFSR als zapovednik ingericht. Het gebied werd opgericht om de broedplaatsen van de roodhalsgans (Branta ruficollis) te beschermen, alsmede de zomerverblijven van wilde rendieren (Rangifer tarandus) en de biodiversiteit van het Tajmyrmeer. Op 9 juli 1994 werd de zapovednik uitgebreid met de toevoeging van het Arctisch Natuurreservaat. Vervolgens werd de zapovednik op 25 oktober 1995 per besluit van het Internationaal Coördinerend Comité aan de lijst van biosfeerreservaten toegevoegd, onder het Mens- en Biosfeerprogramma (MAB) van UNESCO.

## Deelgebieden
Biosfeerreservaat Tajmyrski bestaat uit vier deelgebieden. De grootste hiervan is gelegen in het Byrrangagebergte en heeft een oppervlakte van 13.240,42 km². Het Byrrangagebergte is een complex systeem van bergruggen, gescheiden door brede valleien. Het hoogste punt is de berg Lednikovaja (1.146 m) en de bijbehorende gletsjer Neozjidannym. In totaal kent het gebied 96 gletsjers. Het gebied omvat deels het Tajmyrmeer. In het uiterste noorden van het beschermde gebied ligt het Levinson-Lessingameer met een diepte van 130 meter. Hier is een weinig bekende populatie van de trekzalm (Salvelinus alpinus) en enkele andere vissoorten te vinden.
Het tweede deelgebied en derde deelgebied zijn de bosmassieven Ary-Mas en Loekoenski. Dit zijn de noordelijkste gebieden waar de Aziatische larix (Larix gmelinii) voorkomt. Ary Mas is circa 20 kilometer lang en 0,5-4 kilometer breed en ligt op een hooggelegen rivierterras in het stroomdal van de rivier Chatanga. Ary-Mas heeft een oppervlakte van 156,11 km². Loekoenski, ligt eveneens in het stroomdal van de rivier de Chatanga en heeft een oppervlakte van 90,55 km².
Het vierde deelgebied is het Arctisch Natuurreservaat en ligt in het oosten van het schiereiland Tajmyr. Het gebied kent een poolklimaat en ligt aan de Laptevzee. Hier is een kolonie walrussen (Odobenus rosmarus) van circa 1.200 exemplaren te vinden. Ook leven er 40 à 50 ijsberen (Ursus maritimus). Het Arctisch Natuurreservaat heeft een oppervlakte van 4.332,22 km².

## Fauna
In Biosfeerreservaat Tajmyrski is de grootste populatie rendieren ter wereld te vinden. De aantallen worden op een minimum van 700.000 exemplaren geschat. Deze vormen de belangrijkste prooi voor de witte wolf (Canis lupus albus). Een ander hoefdier in het gebied is de muskusos (Ovibos moschatus) en aan de kust leven zeezoogdieren, waaronder de beloega (Delphinapterus leucas) en de ringelrob (Pusa hispida).
Er is ook een grote variëteit aan vogels. In de dalen broeden vaak kolganzen (Anser albifrons), ijseenden (Clangula hyemalis), rotganzen (Branta bernicla) en de bedreigde roodhalsgans. De geelsnavelduiker (Gavia adamsii) broedt aan de diepe gletsjermeren en sneeuwuilen (Bubo scandiacus) broeden graag op stuwwallen. Er is vooral een zeer uitgebreide verzameling steltlopers, want zo leven hier in het korte broedseizoen onder andere rosse grutto's (Limosa lapponica), zilverplevieren (Pluvialis squatarola), Aziatische goudplevieren (Pluvialis fulva), grauwe franjepoten (Phalaropus lobatus), rosse franjepoten (Phalaropus fulicarius), kemphanen (Philomachus pugnax), gestreepte strandlopers (Calidris melanotos), bonte strandlopers (Calidris alpina), Temmincks strandlopers (Calidris temminckii) en kleine strandlopers (Calidris minuta). Een van de meest voorkomende zangvogels in Biosfeerreservaat Tajmyrski is de ijsgors (Calcarius lapponicus).